# Ostfriesische Kunstführer
Ostfriesische Kunstführer nannte sich eine Schriftenreihe, welche von der Ostfriesischen Landschaft in Aurich ab 1962 herausgegeben wurde. Insgesamt erschienen lediglich 14 Hefte; ein Heft mit der Nr. 11 kam nie heraus. 1990 wurde die Reihe mit einem Führer über die Kirche in Petkum eingestellt. 
Die reich bebilderten Führer (Format: 12,5 × 17,5 cm) umfassten in der Regel 16 Seiten und waren zumeist mit Lageplänen und Grundrissen versehen.

## Erschienene Hefte
- 1: Die Kirche zu Engerhafe von Manfred Meinz (1962)
- 2: Die Kirche zu Petkum von Manfred Meinz (1964)
- 3: Die  Kirche zu Reepsholt von Robert Noah (1978)
- 4: Die Lambertikirche in Aurich von Robert Noah (1982)
- 5: Die Kirche St. Bonifatius in Arle von Robert Noah (1983)
- 6: Die reformierte Kirche in Aurich von Robert Noah (1983)
- 7: Die St.-Victorkirche in Victorbur von Robert Noah (1983)
- 8: Die Kirche in Nesse von Robert Noah (1986)
- 9: Magnus-Kirche Esens von Siegfried Schunke (1986)
- 10: Die Kirche in Middels von Robert Noah (1986)
- 11:   nicht erschienen
- 12: Die Osterburg zu Groothusen von Enno F. Kempe (1989)
- 13: Das Burgmuseum in Pewsum von Regine Lampe (1989)
- 14: Die Kirche zu Engerhafe von Robert Noah (1989)
- 15: Die Kirche in Petkum von Robert Noah (1990)